# Madman Fulton
Jacob Southwick  (Toledo, 2 de abril de 1990) é um lutador de luta livre professional estadunidense. Também já trabalhou na WWE, no território de desenvolvimento NXT como o nome no ringue Sawyer Fulton. Agora ele atua na empresa Impact Wrestling, com o nome Madman Fulton.

## Na luta livre
- Movimentos secundários
  - Spinning gutwrench suplex[3]
  - STO backbreaker[3]
- Com Alexander Wolfe
  - Movimentos de finalização da dupla
    - Combinação Vertical suplex (Wolfe) / Front powerslam (Fulton)[4]
- Managers
  - Eric Young
  - Nikki Cross
  - Ace Austin
- Temas de entrada
  - "Open The Gates" de Chris Hanning & Tom Hedden (NXT; 2013–2016)
  - "Controlled Chaos" de CFO$[5] (NXT; 12 de outubro de 2016–presente)

## Campeonatos e prêmios
- Mid-Ohio Wrestling
  - Mid-Ohio Tag Team Championship (1 vez) - com Cyrus Poe